# Jörg Piringer
Jörg Piringer (* 1974 in Wien) ist ein österreichischer Schriftsteller, Aktionskünstler und Informatiker.

## Leben und Schaffen
Piringer studierte bis 2001 Informatik am Institut für Gestaltungs- und Wirkungsforschung der TU Wien und schrieb seine Diplomarbeit über Elektronische Musik und Interaktivität. Seit 2009 unterrichtet er an der Wiener Schule für Dichtung u. a. Akustische Poesie. 1998 war er Mitbegründer des Instituts für transakustische Forschung, an dem er in Performances, Installationen und Workshops wirkt. Er ist Ensemblemitglied des Gemüseorchesters, das auf Instrumenten aus Gemüse u. a. Free Jazz, Noise, Dub und Cover von Kraftwerk-Titeln spielt. Eingeladen von Nora Gomringer las er 2020 bei den 44. Tagen der deutschsprachigen Literatur seinen Text kuzushi.

## Veröffentlichungen (Auswahl)
- verbrenner. Ritter Verlag, Klagenfurt 2025, ISBN 978-3-85415-687-1.
- fünf minuten in die zukunft. Limbus Lyrik, Innsbruck 2024, ISBN 978-3-99039-250-8.
- günstige intelligenz – hybride poetik und poetologie. Ritter Verlag, Klagenfurt 2022, ISBN 978-3-85415-650-5.
- Datenpoesie, Ritter Verlag, Klagenfurt 2018 ISBN 978-3-85415-583-6
  - data poetry, Counterpath Press, Denver 2020 ISBN 978-1-933996-74-5 (engl.)
- Triggerwarnung (Hörspiel), Berliner Hörspielfestival 2018[7] und SRF 2018
- flugschrift nr. 18, in: Dieter Sperl (Hg.), Literatur als Kunstform und Theorie Nr. 18 (Februar 2017)
- tractatus infinitus (Poetische Software), 2016
- ich/meines/mir/mich (Hörspiel), Radio Steiermark und Radio Ö1, 2016
- tiny poems (Poetische Software), 2015[8]
- impulsantwort (Hörspiel), Kunstradio Radio Ö1, 2013
- konsonant (Klangpoetische Software), 2012
- abcdefghijklmnopqrstuvwxyz (Klangpoetische Software), 2010
- Three Ideophones, zusammen mit Goodiepal und Aeron & Alejandra, Onomatopee, Eindhoven 2008 ISBN 978-90-78454-23-6

## Auszeichnungen (Auswahl)
- 2021: Medienkunst-Preis der Stadt Wien[9][10]
- 2016 lime_lab2 Hörspiel-Preis (Österreich)[11]
- 2015 Projektstipendium Literatur des BKA (Österreich)[12]
- 2015 Outstanding Artist Award für Medienkunst des BKA (Österreich)
- 2015 Residenzstipendium Schloss Wiepersdorf (Deutschland)
- 2014 Ö1 Lyrikpreis „hautnah“ (Österreich)
- 2013 Residenzstipendium am MoKS in Mooste (Estland)
- 2012 ZKM AppArtAward, Karlsruhe (Deutschland)
- 2012 Medienkunststipendium des BMUKK 2012 (Österreich)
- 2008 Residenzstipendium Stadmühle Willisau (Schweiz)
- 2004 Projektstipendium Literatur des BKA (Österreich)
- 2003 AiR_port Residency am Forum Stadtpark (Österreich)
- 2003 Prix de l’Atelier de Création Sonore Radiophonique (Belgien)